# Dynamisch hogedrukgebied
Een dynamisch hogedrukgebied ontstaat door het samenstromen van lucht in de hogere luchtlagen. Het wordt dynamisch genoemd, omdat de luchtstroming een oorzaak is van het ontstaan van het hogedrukgebied, dit in tegenstelling tot de thermische — die ontstaan door afkoeling van de onderste luchtlaag — en de orografische — die ontstaan door stuw bij luchtstroming dwars op een bergrug.
In de algemene circulatie kan het voorkomen dat lucht samenstroomt of convergeert in de hogere luchtlagen. Bij sterke convergentie boven in de troposfeer zal aan het oppervlak de luchtdruk stijgen. Als dit lang genoeg aanhoudt, dan ontstaat een hogedrukgebied. Door de resulterende anticyclonale circulatie met de daarmee gepaard gaande wrijving, zal er onderin divergentie optreden, wat de stijging van de luchtdruk zal temperen of omkeren. Dit geheel zorgt voor een dalende luchtbeweging, subsidentie. Daarbij treedt adiabatische verwarming op en daalt de relatieve luchtvochtigheid. Hierdoor is dit hogedrukgebied vaak wolkeloos. De zon kan dan overdag de grond opwarmen, waarbij er veel vocht vrij kan komen, bijvoorbeeld boven water of vegetatie. 's Avonds koelt de grond juist sterk af naar het heelal toe (uitstraling), waardoor de relatieve luchtvochtigheid van de lucht sterk stijgt en er 's nachts mist kan ontstaan.
Door de adiabatische verwarming zijn er over het algemeen relatief hoge temperaturen in de middentroposfeer. Een warm, dynamisch hogedrukgebied is daardoor in tegenstelling tot een koud, thermisch hogedrukgebied wel aanwezig in de hogere luchtlagen en heeft daarmee wel invloed op de algemene circulatie. Afhankelijk van die invloed zijn dynamische hogedrukgebieden in te delen als subtropische hogedrukgebieden, trekkende hogedrukgebieden (trekhogen) en blokkerende hogedrukgebieden.

## Subtropische hogedrukgebieden
Subtropische hogedrukgebieden bevinden zich op de paardenbreedten, gemiddeld tussen 25° en 45° breedte, grenzend op hogere breedte met de westenwindzone. Deze warme hogedrukgebieden vormen zowel op het noordelijk als het zuidelijk halfrond een gordel rond de aarde met onderbrekingen onder meer door thermische depressies boven Azië, Noord-Afrika en Noord-Amerika. Een bekend voorbeeld is het semi-permanente Azorenhoog. Deze hogedrukgebieden zijn een belangrijk onderdeel zijn van de algemene circulatie, terwijl de ligging van de subtropische straalstroom een grote invloed op het ontstaan heeft. De ligging en intensiteit verschuift met de seizoenen en volgt de zon met een vertraging van zes tot acht weken. Het weer heeft het gebruikelijke beeld voor dynamische hogedrukgebieden van mooi weer met een zwakke wind en weinig wolken en neerslag. Daardoor zijn er op de paardenbreedten uitgestrekte woestijngebieden te vinden, zoals de Sahara, het Arabisch Schiereiland, de Kalahari en grote delen van Australië.
Vaak is er sprake van een subsidentie-inversie. In het westen van een hogedrukcel ligt de inversie vaak hoger met stijgende luchtbewegingen en meer neerslag tot gevolg, terwijl het oosten droog en warm is. Veelvoorkomend zijn land- en zeewind. Lokale invloeden zorgen voor variaties in dit weerbeeld, net als storingen als de passage van een tropische cycloon van lagere of fronten van hogere breedten. Onder invloed van een blokkerend hogedrukgebied tussen 50° en 70° breedte kunnen ook lagedrukgebieden langstrekken.

## Trekkende hogedrukgebieden
Een trekkend hogedrukgebied is een rug van hoge druk dat meetrekt met de algemene circulatie tussen twee depressies in. Soms is er sprake van een echte kern met gesloten isobaren op zeeniveau. Het trekhoog brengt sterke opklaringen tussen de depressies waar het mee optrekt. De temperatuur van een trekhoog halverwege de troposfeer is maar weinig hoger dan in de omgeving, zodat het trekhoog tot de koude hogedrukgebieden wordt gerekend.

## Blokkerende hogedrukgebieden
Blokkerende hogedrukgebieden zijn vrijwel stationaire hogedrukgebieden die zich op vrij hoge breedte ontwikkelen en daarmee een blokkade vormen voor de depressies van de westelijke circulatie. Een blokkade kan van een week tot een maand duren en heeft een ingrijpende invloed op de algemene circulatie en het weer in een groot gebied. Ze komen vooral voor in het voorjaar en aan de oostzijde van de oceanen, vooral op het noordelijk halfrond. Het weer in deze periode is droog en warm in de zomer en koud in de winter.
Het hogedrukgebied ontstaat uit golven in de westelijke hoogtestroming bij het polaire front. De bovenstroming bestaat uit lange golven met daarop kortere die zich kunnen ontwikkelen tot depressies. Als echter vooral de rug sterk toeneemt, kan zich ook een afgesloten hoog vormen. Dit gaat gepaard met een sterke convergentie in de bovenlucht waarna het hoog vrijwel stationair kan worden. In de bovenlucht is dit hogedrukgebied relatief zeer warm.